# Amtsbezirk Düppel
Der Amtsbezirk Düppel war ein Amtsbezirk im Kreis Sonderburg in der Provinz Schleswig-Holstein.
Der Amtsbezirk wurde 1889 gebildet und umfasste die drei Gemeinden Düppel, Rackebüll und Staugaard. 1920 wurde der Amtsbezirk aufgelöst und die Gemeinden aufgrund der Volksabstimmung in Schleswig an Dänemark abgetreten.